# Coreura venus
Coreura venus là một loài bướm đêm thuộc phân họ Arctiinae, họ Erebidae.